# Sorø Gymnastikefterskole
 Der er for få eller ingen kildehenvisninger i denne artikel, hvilket er et problem. Du kan hjælpe ved at angive troværdige kilder til de påstande, som fremføres i artiklen.

Sorø Gymnastikefterskole er en grundtvig-koldsk efterskole et par km syd for Sorøforstaden Frederiksberg. Skolen ligger midt mellem Sorø sø og Tystrup Sø.
Skolen er opført i 1888 (den startede faktisk i 1882, men gik konkurs efter et par år) og har i dag plads til 220 elever på 10. klassetrin. I dag er det Sjællands største efterskole målt på elevantal (6. maj 2020). På Sorø Gymnastikefterskole (tidligere Sorø Ungdomsskole) har fokus på de boglige og kropslige fag. Gymnastikken er den røde tråd i hverdagen. Den skaber et stærkt fællesskab, der spreder ringe i vandet til hele efterskolen. Gymnastikken har altid haft en særlig plads på skolen og alle elever har obligatorisk gymnastik, som giver mange opvisninger på og udenfor skolen. Efterskolen er en veletableret skole med gode faciliteter, værdifulde traditioner og et stærkt netværk.
Tidligere havde skolen mottoet: “Forankret i det gamle – åben for det nye”. Dette blev i 2019 fornyet til et nyt værdigrundlag, "stær" (sammenhold, tillid, ærlighed, respekt).

## Historie
Sorø Gymnastikefterskole har en lang historie, der går helt tilbage til 1882. I 1882 startede Sorø Højskole, men måtte desværre efter et par år lukke ned pga. dårlig økonomi. Det var Frederik Martin som startede Sorø Højskole på Banevej i Sorø.
I 1888 startede skole op igen og denne gang gik det bedre. Den første forstander var Kristian Bjerre, som styrede skole sammen med Jutta Bojsen-Møller, som var højskolemor og gift med Pastor Møller. Parret var på skolen fra 1888-1900.
I 1927 skifter højskolen elevklientel, da eleverne bliver yngre og yngre på årgange og økonomien er dårlig. Skolen bliver til Sorø Ungdomsskole.
I 1972 flytter Ungdomsskolen til Topshøjvej 50 i Sorø, da pladsen er blevet for trang på Banevej.
I 2013 holdt skolen 125 års jubilæum som selvejende institution.
I 2020 udvider skolen med nye faciliteter og antal elever. Der bliver bygget et opvisningscenter med danssal, springafdeling og badeanstalt. Skolen har nu plads til 220 elever.

## Forstandere
- 1882-1887 - Frederik Martin
- 1888-1900 - Kristian Bjerre
- 1888-1900 - Pastor Møller
- 1900-1922 - A. D. Dalsgaard
- 1923-1927 - Vilhelm Larsen
- 1927-1933 - Fjeldbo
- 1933-1951 - Johanne Willie & Anders Jørgensen
- 1951-1976 - Sofie & Knud Aage Bramsen
- 1975-1987 - Connie & Jens Aage Helmig
- 1987-1988 - Anders Munk
- 1988-2004 - Jørgen Kristoffersen
- 2004-2006 - Lise Brønnum
- 2006-2008 - Søren Dahlstrøm Nielsen
- 2009-2024 - Karsten Haim

## Bestyrelsesformænd
- 1952-1965 - Kai Sinding-Jensen
- 1965-1976 - Paul Honore
- 1976-1996 - Henning Olsen
- 1996-2003 - Jørgen Neerup Jensen
- 2003-2008 - Bernt Juul Pedersen
- 2008-2020 - Susanne Qwist
- 2020-